# Mary Holbrook
Mary Holbrook (1939–2019) foi uma queijeira e curadora. Ela estudou arqueologia e trabalhou em museus antes de se aposentar para trabalhar na quinta da sua família em Timsbury, Somerset, onde criava cabras e porcos. As cabras eram ordenhadas para fazer uma variedade de queijos que eram vendidos em lojas gourmet como Harrods e Neal's Yard Dairy.